# Szydło (zbójnik)
Szydło – postać legendarna, zbójnik od imienia którego ma pochodzić nazwa Szydłowa.
Szydło miał dowodzić bandą, która napadła na podróżujący z Krakowa orszak biskupa krakowskiego. Napadnięty biskup zaczął się modlić o ocalenie, ślubując, że jeśli zbójnicy zostaną pokonani, na miejscu napadu wybuduje kościół. Modlitwa została wysłuchana, a Szydło – pokonany i ujęty. Pod groźbą śmierci zbójnik zaprowadził biskupa do jaskini, gdzie przechowywał swe łupy. Biskup darował Szydle i jego ludziom życie, nakazując porzucić zbójecki proceder, zbudować w pobliżu osadę i zamieszkać w niej. W razie powrotu do zbójeckiego procederu, mieli oni zostać skazani na śmierć. Osada ta miała dać początek miastu, które w 1329 roku uzyskało prawa miejskie. Według innych wersji legendy, napadnięty miał zostać orszak książęcy, a nawet królewski. Natomiast jaskinia, w której ukryto skarby, miała się znajdować pod Kościołem Wszystkich Świętych w Szydłowie; z nich też miano wznieść świątynie.
Postać zbója jest prezentowana współcześnie w zamku w Szydłowie.